# Xesús Alonso Montero
Xesús Alonso Montero (Vigo, 1928) es un ensayista, sociolingüista, poeta y conferenciante español, catedrático de Literatura gallega y miembro de la Real Academia Gallega y del Consello da Cultura Galega.

## Biografía
Nacido en la ciudad gallega de Vigo, Pontevedra, pasó su infancia y adolescencia en Ventosela, Ribadavia, la tierra de sus padres. Por su edad, podemos decir que pertenece a la generación de escritores que comenzaron su labor cultural después de la Guerra civil española.
Se licenció en Filosofía y Letras en la Universidad de Madrid y en 1966 se doctoró en la Universidad de Salamanca con una tesis sobre Curros Enríquez. Militante del Partido Comunista de España desde 1962, fue represaliado en varias ocasiones. Fue catedrático de Lengua y Literatura Españolas de las Escuelas de Magisterio, ejerciendo en Palencia, Lugo y Madrid. Fue también, hasta su jubilación, profesor en la Universidad de Santiago. Entre 2013 y 2017 ocupó la presidencia de la Real Academia Gallega.
Entre 1973 y 1980 dirigió en la  Editorial Akal dos colecciones sobre temas y problemas gallegos: Arealonga y Arealonguiña.
Destacó en el campo de la sociolingüística con libros como O porvir da lingua galega (El porvenir de la lengua gallega) (1969) o el polémico y contestado Informe -dramático- sobre la lengua gallega (1973).
Realizó y publicó estudios sobre escritores gallegos como los siguientes: Rosalía de Castro (Páxinas sobre Rosalía de Castro, 1954-2004), Curros Enríquez (Curros Enríquez no Franquismo, 1936-1971), Manuel Leiras Pulpeiro, Luis Pimentel (Luís Pimentel: biografía da súa poesía), Celso Emilio Ferreiro (Celso Emilio Ferreiro), Luis Seoane (As palabras no exilio. Biografía intelectual de Luís Seoane), Meendiño, Xosé Neira Vilas, Lorenzo Varela, Vicente Risco, Ramón Cabanillas, y Álvaro Cunqueiro. Pero tampoco son menos importantes sus colaboraciones en otros ámbitos de la literatura gallega, como pueden ser la poesía popular y los poetas alófonos en gallego. También ha realizado estudios sobre autores de literatura española como Antonio Machado, García Lorca, Unamuno o Valle-Inclán.
Aparte de esto, son destacables sus colaboraciones en la prensa gallega, que fueron recogidas en parte en la obra Beatus qui legit: artigos periodísticos (1998-1999). Se debe remarcar su papel como conferenciante, sobre todo en España y América. También ha escrito libros de poemas: Versos satíricos ó xeito medieval (Versos satíricos al estilo medieval), o Versos republicanos. Asimismo realizó recopilaciones poéticas de homenaje a autores gallegos: Coroa poética para Castelao (1988), Coroa poética para un mártir (1996), Coroa literaria para Roberto Blanco Torres contra a súa morte (1999) y 47 poetas de hoxe cantan a Curros Enríquez (2001).
En 1993 organizó el "Congreso de Poetas Alófonos en Lengua Gallega", presentando como ejemplo a Federico García Lorca y sus Seis poemas galegos, impresos en 1935.
Ha recibido varios premios y galardones entre los que destacan: premio Galicia de Periodismo (años 1986 y 1990), premio Nacional de Periodismo Julio Camba (1988), premio Otero Pedrayo (1989), el Premio Trasalba en (2000) y Vigués Distinguido (2025).

## Vida personal
En 1958 se casa con su excompañera de estudios, Emilia Pimentel Iglesias en Madrid. Con Pimentel tiene tres hijos, Emilio, Xesús, y Sara. En 1984 Alonso y Pimentel finalizan su divorcio.  El 16 de julio de 1997 se casa con la investigadora y exalumna, Victoria Álvarez Ruiz de Ojeda. Álvarez falleció el 23 de septiembre de 2018.

## Obra
- Cen anos de literatura galega (1964)
- A batalla de Montevideo. Os agravios lingüísticos denunciados na UNESCO en 1954
- Pedro Petouto, Memorias e cavilaciós dun mestre subversivo (1974)
- As palabras no exilio. Biografía intelectual de Luís Seoane (1994)
- Beatus qui legit: artigos periodísticos (1998-1999)
- Curros Enríquez no franquismo (1936-1971)
- Decálogo da lingua galega
- Ensaios breves de literatura e política
- Escritores: desterrados, namorados, desacougantes, desacougados...
- Informe(s) sobre a lingua galega (presente e pasado)
- Intelectuais marxistas e militantes comunistas en Galicia (1926-2006)
- Luís Pimentel: biografía da súa poesía
- O que cómpre saber da lingua galega
- Páxinas sobre Rosalía de Castro (1954-2004)
- Pois era un barco pirata
- Versos republicanos e outros versos políticos
- Os escritores galegos ante a Guerra Civil Española (2007)

### Otros
Publicó en el año 2000, a título póstumo, la obra del escritor y político Juan Tizón, Seis cregos escollidos (Versos divinos) (Seis curas escogidos (Versos divinos)).